# Elezioni parlamentari in Macedonia del 2014
Le elezioni parlamentari in Macedonia del 2014 si tennero il 27 aprile, contestualmente al secondo turno delle elezioni presidenziali.

## Risultati
| Liste                                                          | Voti      | %     | Seggi |
| -------------------------------------------------------------- | --------- | ----- | ----- |
| Coalizione VMRO (VMRO - SPM - DS - DOM - Altri                 | 481 615   | 44,47 | 61    |
| Coalizione SDSM (SDSM - NSDP - LDP - Altri)                    | 283 955   | 26,22 | 34    |
| Unione Democratica per l'Integrazione                          | 153 646   | 14,19 | 19    |
| Partito Democratico degli Albanesi                             | 66 393    | 6,13  | 7     |
| Scelta Civica per la Macedonia - Partito Liberale di Macedonia | 31 610    | 2,92  | 1     |
| Rinascita Democratica Nazionale                                | 17 783    | 1,64  | 1     |
| VMRO - Partito Popolare                                        | 16 772    | 1,55  | –     |
| Coalizione per una Macedonia Positiva                          | 10 566    | 0,98  | –     |
| Dignità                                                        | 9 265     | 0,86  | –     |
| Partito Socialdemocratico                                      | 4 700     | 0,43  | –     |
| Partito per un Futuro Europeo                                  | 3 194     | 0,29  | –     |
| Movimento Popolare per la Macedonia                            | 1 925     | 0,18  | –     |
| Partito per il Cambiamento Economico 21                        | 1 281     | 0,12  | –     |
| Partito per la Prosperità Democratica                          | 385       | 0,04  | –     |
| Totale                                                         | 1 083 090 | 100   | 123   |

1. ↑  Include: DPSM - SRM - PP - SDAM - PVM - PNR - RZPRM - TMRO - NLP - PODM - TMORP-VEP - MA - DPTM - VMRO-DP - DSR - DBP - OPER - DPR - SU - ROM
2. ↑  Include: OM - PDTM - PCER - SSM - DSVM - SL